# Timothy Frost
Tim Frost (* 25. Dezember 1980 in Klamath Falls, Oregon) ist ein US-amerikanischer Basketballspieler.
Der 2,08 m große und 115 kg schwere Center spielte in seinem Heimatland in der NCAA für Portland und Utah. 2004 wechselte er 2004 nach Europa, wo er u. a. in Deutschland für den TSV Breitengüßbach und TBB Trier im Einsatz war.
Seit November 2007 steht Tim Frost beim spanischen Verein Obila de Avila unter Vertrag.

## Stationen
- Seit 2007  Obila de Avila (Spanien)
- 2007–2007  TBB Trier
- 2006–2007  Provincia de Palencia (Spanien)
- 2006–2006  Club Atlético Aguada (Uruguay)
- 2005–2006  SKK Kotwica Kołobrzeg (Polen)
- 2004–2005  TSV Tröster Breitengüßbach
- 2004–2004  KK Šibenik
- 2002–2004  Utah (USA)
- 1999–2001  Portland (USA)